# Sisto Badalocchio
Sisto Rosa Badalocchio (Parma, 28 de junho de 1585 — Bolonha, c. 1647) foi um pintor e gravador italiano da Escola de Bolonha.

## Biografia
Badalocchio nasceu em Parma e trabalhou inicialmente com Agostino Carracci em Bologna, e depois com Annibale Carracci, em Roma. Seu trabalho com Annibale durou até 1609, quando retornou para Parma. Desse período, sua obra mais conhecida como gravador foi a série da "Bíblia de Rafael", que criou junto com seu colega de escola, Giovanni Lanfranco. As gravuras retratam uma série de afrescos executados por Rafael na lógia do Vaticano.
Como pintor, sua obra mais importante são os afrescos que decoram os pendículos e a cúpula da igreja de São João Evangelista, em Régio da Emília, que têm como inspiração os primeiros trabalhos de Caravaggio.
Embora muitas vezes tenha cooperado na pintura dos afrescos junto com Lanfranco, por exemplo, na série desenhada por Annibale Carracci sobre a vida de São Diogo de Alcalá na igreja de São Tiago dos Espanhóis (1602-1607) e no Palazzo Costaguti (Nesso e Dejanira), Badalocchio nunca recebeu o mesmo reconhecimento que seu par. Contudo, atualmente ele é considerado uma figura importante por ter introduzido o estilo artístico do Barroco italiano no norte da Itália.

## Galeria

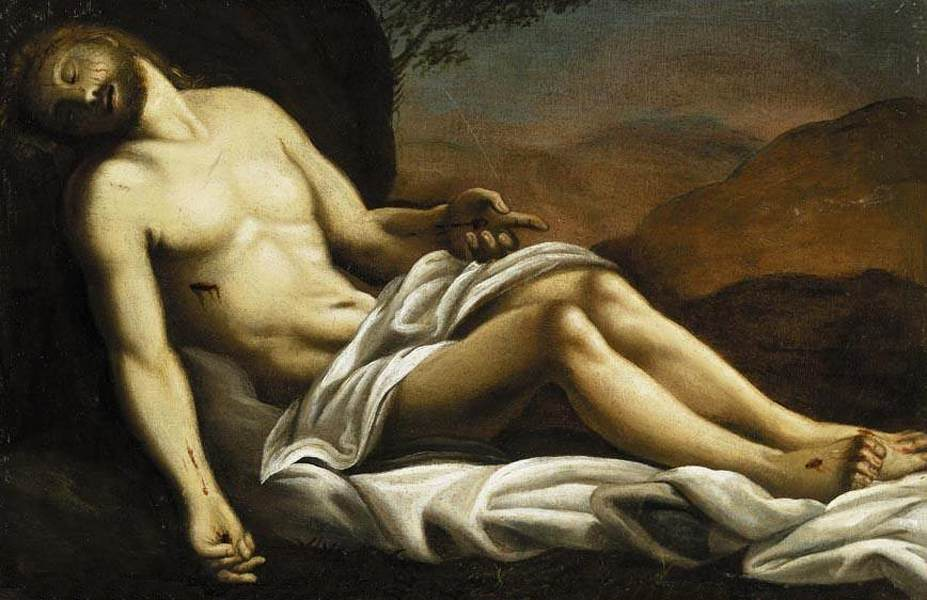
"Morte de Cristo"
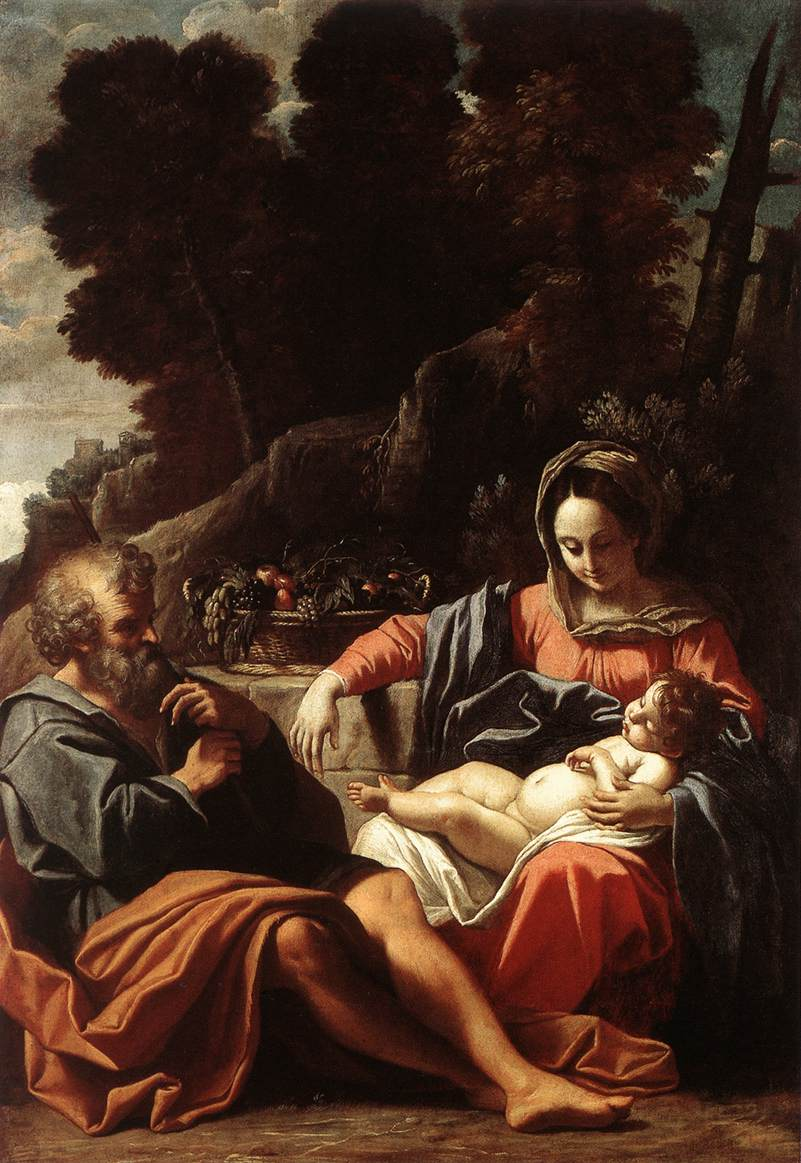
"Sagrada Família"
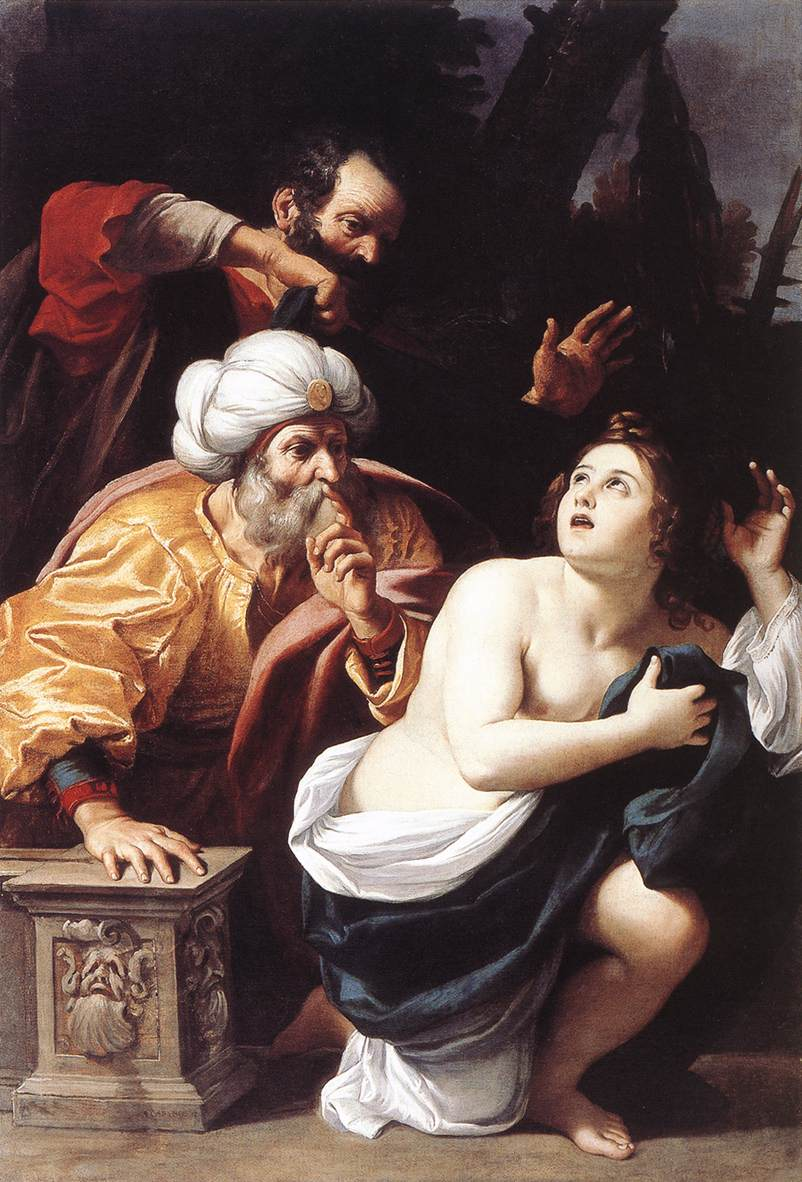
"Susana e os Velhos"
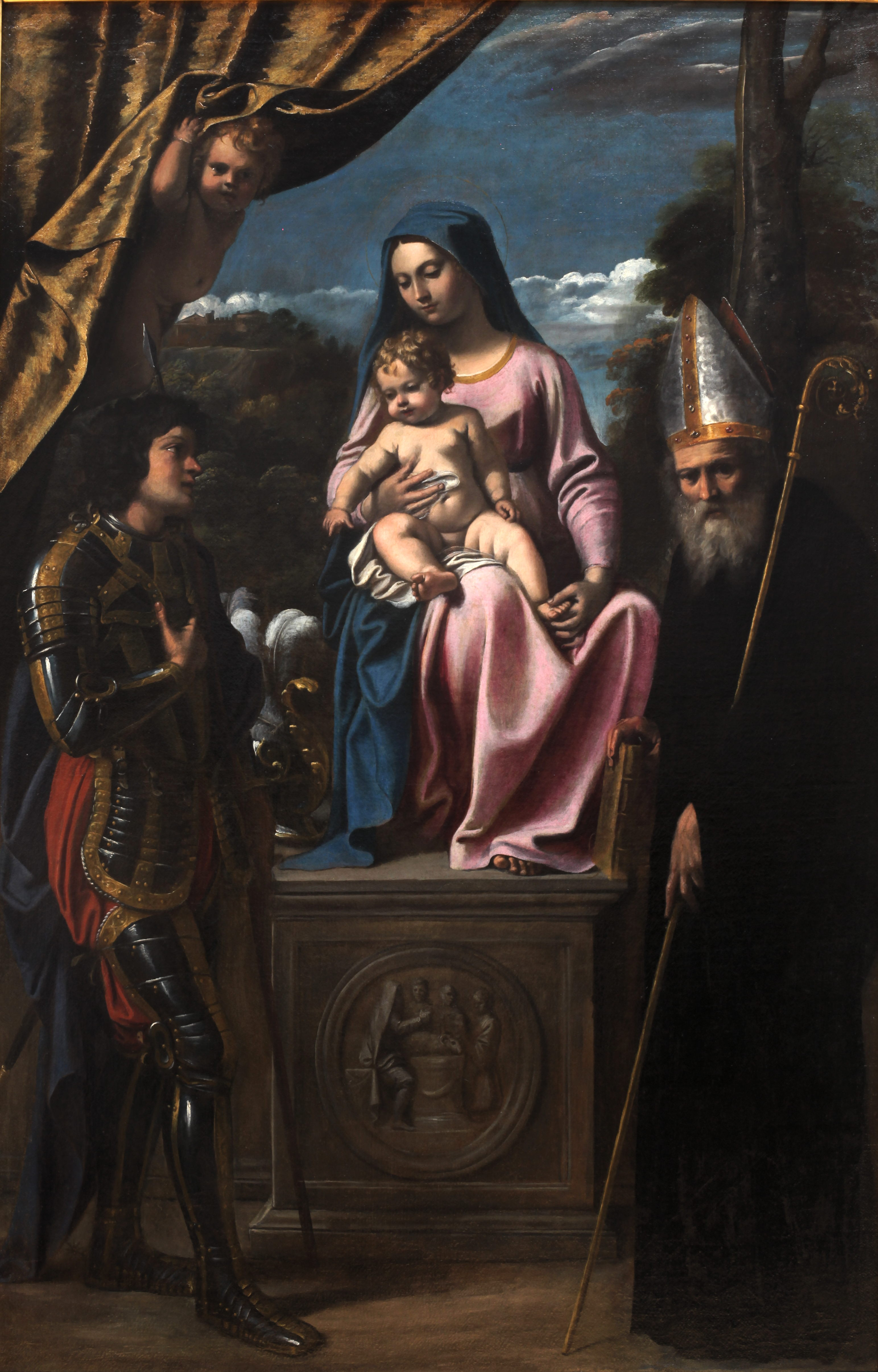
"Madona com a Criança entre São Bento e São Quintino"
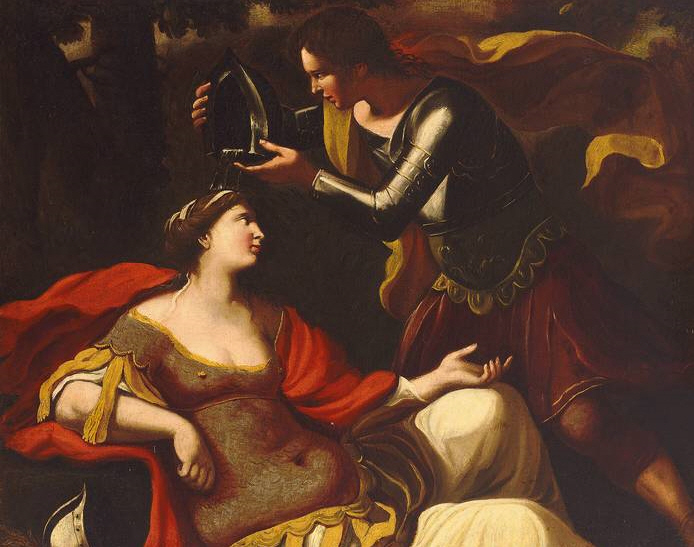
"Tancredo e Clorinda"